# Piet Norval
Piet Norval (n. 7 aprilie 1970, Cape Town, Africa de Sud) este un jucător de tenis sud-african, medaliat olimpic. A participat la o ediție a Jocurilor Olimpice (1992) în care a câștigat o medalie de argint.

## Participări
Lista de mai jos prezintă principalele competiții la care a participat Piet Norval de-a lungul carierei.
- tennis at the 1992 Summer Olympics – men's doubles[*]